# Chiquinho da Educação
Francisco Carlos Fernandes Ribeiro, mais conhecido como Chiquinho da Educação (Paty do Alferes, 17 de novembro de 1958) é um político brasileiro, ex-prefeito do município de Araruama entre 2001 a 2008, além disso, é um dos políticos mais populares do município.

## Biografia
Sua família era típica de trabalhadores rurais, pais agricultores Manoel Fernandes e Nersina de Jesus e 9 irmãos (Flora, Paulo, Pedro, Jossemar, Maria José, Geraldo, José Carlos, João e Silvana). Estudou até a 3º série primária na Escola Municipal Lauderlina Bernades, de onde saiu aos 10 anos para buscar o sustento e ajudar a família. Conheceu o empresário João José Alberto Richer, proprietário da Charutaria Estrela Fluminense, que deu-lhe um trabalho em sua empresa, aos 15 anos já gerente da empresa localizada na baixada fluminense, na cidade de Duque de Caxias, e aos 18 anos assumiu o cargo de diretor-presidente. Em 1990 chegou em Araruama junto com seus irmãos João e Geraldo e inauguraram o “Atacadão”, no bairro do Coqueiral, transformando no maior atacadista de gênero alimentício da cidade. Abriram o primeiro supermercado em Araruama, chamado Lagos Supermercados – hoje com filiais em Rio Bonito, Bacaxá e Rio das Ostras.

## Carreira política
Entrou para a política em 1996, quando foi candidato a prefeito da cidade de Araruama, concorrendo contra Vilmar José Dias de Oliveira (Meira), o ex-prefeito Altevir Pinto Barreto e Paulo Renato. Foi derrotado, mas em 2000 se candidatou novamente, quando foi eleito prefeito de Araruama e em 2004 reeleito, até que encerrou seu mandato no ano de 2008.
Durante o seu mandato, condecorado com a Medalha Tiradentes da Assembleia Legislativa do Estado do Rio de Janeiro em 2005, foram inauguradas através do projeto “Araruama Brasil de Educação” 53 unidades escolares, divididas em Escolas Cidadãs (o que deu-lhe o apelido de Chiquinho da Educação) e reformadas várias praças da cidade, o Hospital de São Vicente, o Pronto Socorro, o Museu Arqueológico, entre outros.[carece de fontes?]
Em 2007 o Tribunal de Contas rejeitou as contas do exercício de 2006 do ex-prefeito de Araruama. Em agosto de 2008 foi multado com R$ 21.282,00 por ter feito propaganda negativa dos seus adversários no programa da rádio em que trabalha como locutor. Em março de 2010 novamente as contas do exercício do ex-prefeito, desta vez de 2008, foram rejeitadas pela Câmara Municipal de Araruama. No seu último ano de mandato Francisco Carlos Fernandes Ribeiro acumulou um déficit financeiro de R$ 2.010.542,04.
Em 2022, foi candidato à deputado estadual, filiado ao partido União Brasil, mas retirou sua candidadura e anunciou apoio à candidatura de Raiana Alcebíades para o mesmo cargo. O anúncio da retirada de candidatura e do apoio à candidatura de Raiana Alcebíades ocorreu em comício realizado no dia 22 de agosto de 2022.